# Lateralizzazione (ferrovie)
In ambito ferroviario, il termine lateralizzazione indica il controllo della chiusura delle porte delle carrozze viaggiatori.
Tale controllo viene reso possibile da apparecchiature presenti sia sulle cabine di guida (delle locomotive e delle carrozze-pilota), sia su tutte le carrozze interposte.
Il macchinista, iniziando il servizio, tramite un pulsante inizializza la lateralizzazione, cioè rende elettricamente attivo il controllo delle porte chiuse e la concessione del consenso per la loro apertura manuale.
La lateralizzazione attiva viene segnalata in cabina di guida da una luce blu. A treno fermo il macchinista sblocca le porte con un pulsante dal lato occorrente per espletare il servizio, ed i viaggiatori possono aprire le porte servo-assistite.
Poi per la partenza il capotreno, con una chiave quadra utilizzando i commutatori posti vicino alle porte, comanda la chiusura delle stesse eccetto la sua, ordina la partenza e sale, chiudendo anche la porta dove si trova. Se tutto funziona, il macchinista riceve una segnalazione verde in cabina di "blocco porte" chiuse e può avviare il convoglio.
Dal 1º gennaio 2013, su disposizione dell'ANSF, tutte le carrozze devono essere dotate di lateralizzazione per circolare sulla rete gestita da RFI.